# Kepler-47
« Kepler-47 B » redirige ici. Pour la planète formellement désignée Kepler-47 (AB) b, voir Kepler-47 b.
Désignations
Kepler-47 est un système stellaire et planétaire constitué de deux étoiles et d'au moins trois planètes en orbite autour des deux étoiles à la fois.

## Situation
Le système se situe à environ 1 055 pc (∼3 440 al) de la Terre dans la constellation du Cygne.

## Structure et membres
Le système est constitué d'une paire d'étoiles centrale entourée de trois planètes circumbinaires.

### La paire d'étoiles centrale
Les deux étoiles au centre du système, Kepler-47 A et Kepler-47 B, orbitent l'une autour de l'autre en 7,45 jours.

#### Kepler-47 A
Kepler-47 A est la plus grande et la plus brillante des deux étoiles, d'à peu près la même taille que le Soleil pour environ 84 % de sa luminosité.

#### Kepler-47 B
Kepler-47 B possède à peine plus de 36 % de la taille du Soleil et un pour-cent de sa luminosité.

### Kepler-47 (AB) b
Kepler-47 b, formellement Kepler-47 (AB) b est une planète géante. Sa découverte a été annoncée en 2012.

### Kepler-47 (AB) d
Découverte comme les autres en 2012, cette planète n'a été confirmée qu'en 2019.